# Dołczan deresz
Dołczan deresz (Stenobothrus stigmaticus) – gatunek owada prostoskrzydłego z rodziny szarańczowatych (Acrididae). Osiąga długość 15 mm. Ubarwienie zielone w brązowe plamy.
Występuje na terenie Europy, północnej Afryki oraz w Azji Mniejszej. Zamieszkuje tereny suche i nasłonecznione, m.in. murawy kserotermiczne i wrzosowiska. W Polsce jest szeroko rozprzestrzeniony, wykazany z całego kraju, z wyjątkiem Pojezierza Pomorskiego, Sudetów Zachodnich i Wschodnich, Kotliny Nowotarskiej i Tatr.
Wyróżniane są trzy podgatunki:
- S. s. faberi Harz, 1975
- S. s. ketamensis Nadig, 1979
- S. s. stigmaticus (Rambur, 1838)